# Piratförlaget
Piratförlaget är ett svenskt bokförlag som grundades 1999 och som ger ut några av Sveriges mest lästa författare. Utgivningen är relativt begränsad och består av ett tjugotal titlar per år, främst romaner, som i regel säljs i mycket stora upplagor jämfört med vad som är vanligt i svensk förlagsbransch. Förlaget är känt för att ge sina författare en hög ersättning, bland annat genom den vinstdelningsprincip som tillämpas och som skiljer sig från det gängse royaltyförfarandet hos de flesta andra bokförlag.
Förlaget leds av Ann-Marie Skarp som tillsammans med sin man Jan Guillou äger företaget. Vid grundandet 1999 deltog även Liza Marklund och Sigge Sigfridsson som ägare. Systerförlaget Lilla Piratförlaget ger ut barn- och ungdomsböcker.
2017 tilldelades Ann-Marie Skarp Kungliga Patriotiska Sällskapets Näringslivsmedalj – en belöning för framstående entreprenörskap. Motiveringen löd: Ann-Marie Skarp skapade tillsammans med ett par framgångsrika författare Piratförlaget år 1999. Förmågan att hitta säljande författare och att långsiktigt bygga en utgivning har visat sig hållbar i en mogen och konkurrensutsatt bransch.

## Historik

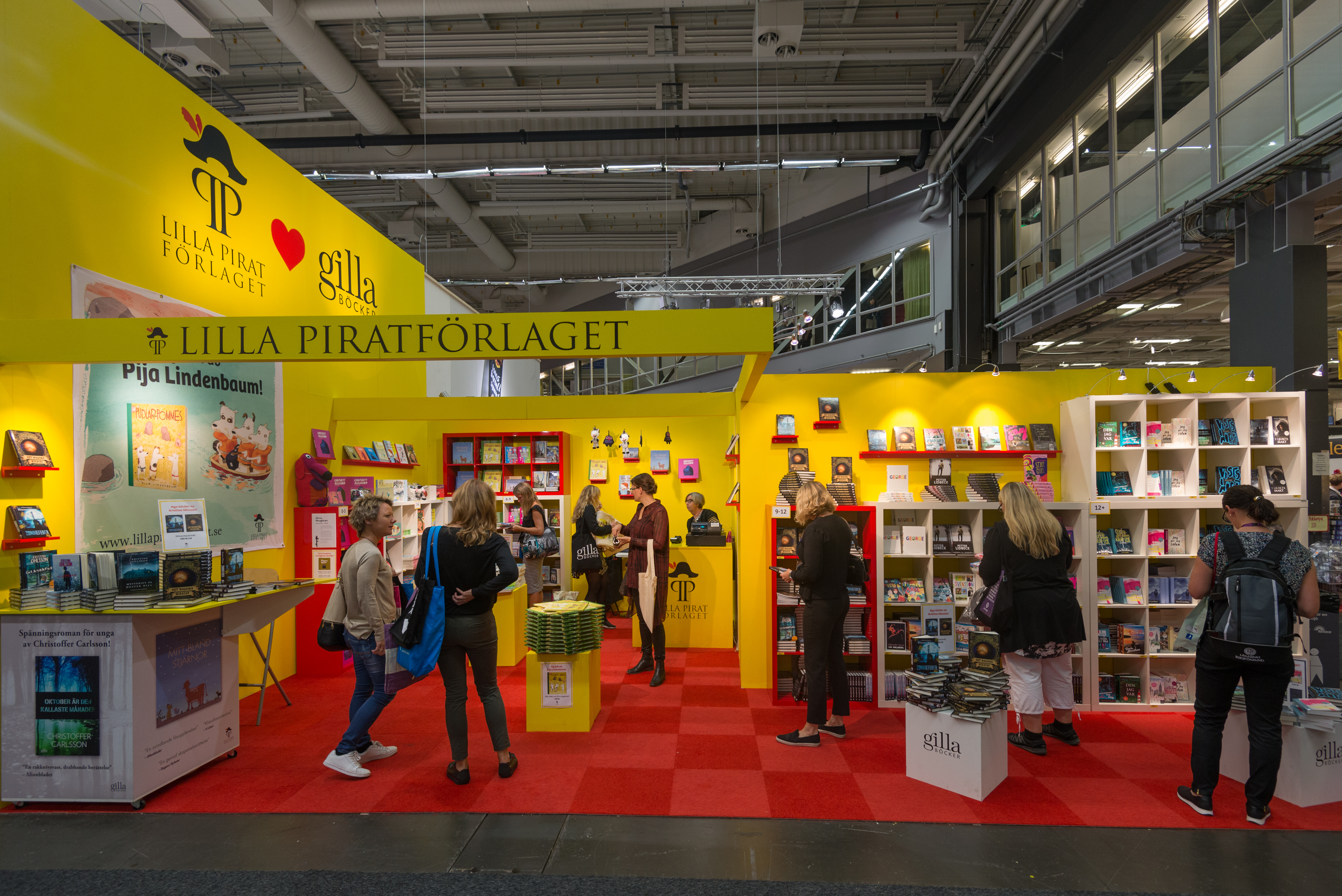
Lilla piratförlagets monter på bokmässan i Göteborg 2016.

Piratförlaget har en bakgrund i den förlagsverksamhet som Aftonbladetjournalisten Sigge Sigfridsson inledningsvis bedrev som hobby. Han hade på uppdrag av Jan Stenbeck skrivit en avslöjande bok om familjen Bonnier (Boken om Bonniers) och gav 1995 ut den själv på förlaget Wiking & Jonsson efter att Stenbeck hade ändrat sig angående utgivning av boken. Han gav 1996 ut den första upplagan av Lasse Anrells Sportgrodor och förlagsnamnet var då Ordupplaget. Med denna bok och på förslag av Anrell skapades den ersättningsmodell som Piratförlaget sedan tog över: 50% till författaren efter avdrag för tryckkostnader och omkostnader. Lyftet för förlagsverksamheten kom med Liza Marklund, som Sigfridsson kände från hennes tid som kvällstidningsjournalist. Den första boken av Marklund, Sprängaren, gavs ut 1998, med samma ersättningsmodell som för Anrells bok, och med Marklund som delägare i förlaget.
Marklunds böcker blev snabbt storsäljare, verksamheten blev därför mycket lönsam och det började bli aktuellt att anställa någon för att sköta förlaget. Vid samma tid sökte Ann-Marie Skarp efter ett nytt arbete, efter missnöje med utvecklingen vid Norstedts, där hon då jobbade och som också var det förlag där hennes blivande man Jan Guillou gav ut sina bästsäljande böcker. På grund av situationen på Norstedts hade även Guillou tänkt byta förlag, och tog 1999 kontakt med Sigfridsson. Efter att Sigfridsson, Marklund, Skarp och Gulliou träffats, kom man överens om att äga och driva förlaget gemensamt och att fortsätta ge författarna ersättning enligt den 50 procentsprincip som Ordupplaget redan etablerat, vilket var en större del av vinsten jämfört med vad som tidigare varit svensk förlagsstandard.
Namnet kom till efter att Svante Weyler, då chef på Norstedts, hade skrivit en upprörd artikel på Dagens Nyheterss kultursidor där han kallade Sigfridsson "piratförläggare", vilket personerna bakom förlaget tyckte var ett utmärkt uppslag till namn, med resultat att de valde namnet Piratförlaget.
Inledningsvis kritiserades förlaget för att bara satsa på "säkra kort", men med åren har utgivningen breddats och kommit att även innehålla flera debutanter och smalare satsningar. Piratförlaget blev 2003 erbjudet den första delen i Millennium-trilogin, men hann av tidsbrist aldrig läsa den innan författaren genom ombud bad att återfå manuset.
2002 lämnade Sigfridsson ägandet i Piratförlaget, och sålde sin andel till de övriga tre ägarna. Han har fortsatt att ge ut böcker i mindre skala på sitt eget förlag Ordupplaget. Senare har Carl Hamilton tillkommit som delägare, efter att han i slutet av 2006 tog plats i förlagets styrelse.

## Bok-SM
Bok-SM var 2009 ett initiativ av författaren Ola Lauritzson och Piratförlaget. Svenska amatörförfattare gavs chansen att genom Kapitel1.se ladda upp sina egna manus, få dem lästa och bedömda och dessutom delta i tävlingen som i slutänden skulle generera ett nytt svenskt författarlöfte. Vinnare blev Sara Lövestam, vars vinnande roman "Udda" gavs ut av Piratförlaget hösten 2009.

## Författare på Piratförlaget (i urval)
- Kristina Appelqvist
- Lasse Berghagen
- Lisa Bjerre & Susan Casserfelt
- Christoffer Carlsson
- Mikael Fant
- Jan Guillou
- Martina Haag
- Emma Hamberg
- Anne Holt
- Katerina Janouch
- Jonas Jonasson
- Sara Kadefors
- Mark Levengood
- Sara Lövestam
- Liza Marklund
- Mikael Niemi
- Kristina Ohlsson
- Roslund & Hellström
- Sjöwall Wahlöö
- Linda Skugge
- Malin Thunberg Schunke
- Danny Wattin
- Kalle Dixelius
- Michaela Carlberg & Anders Fager

## Utgivna verk (i urval)
Piratförlaget har bland annat givit ut:
- 2024 – Sprängdåd av Lisa Bjerre och Susan Casserfelt
- 2023 – Priset för ett liv av Malin Thunberg Schunke
- 2023 – Jag tror jag går in i hans rum och öppnar en väska till av Marie-Louise Ekman
- 2022 – Den som dödade helvetets änglar av Jan Guillou
- 2021 – Till de döda av Emma Ångström
- 2020 – Vi får väl trösta varandra av Mark Levengood
- 2019 – Sova över av Pernilla Gesén
- 2017 – Patrioterna av Pascal Engman
- 2017 – Koka björn av Mikael Niemi
- 2016 – Björnstad av Fredrik Backman
- 2015 – Kärleken till livet av Helena von Zweigbergk och Marie Fredriksson
- 2014 – Pottungen av Anna Laestadius Larsson
- 2012 – Flakmopedisten av Lasse Berghagen
- 2012 – Om det var krig i Norden av Janne Teller
- 2011 – Glada hälsningar från Missångerträsk! av Martina Haag
- 2010 – Baddaren av Emma Hamberg
- 2009 – Udda av Sara Lövestam
- 2009 – Hundraåringen som klev ut genom fönstret och försvann av Jonas Jonasson
- 2006 – Nobels testamente av Liza Marklund
- 2005 – Linda – Som i Lindamordet av Leif G.W. Persson